# Trichaulax marginipennis
Trichaulax marginipennis är en skalbaggsart som beskrevs av Macleay 1863. Trichaulax marginipennis ingår i släktet Trichaulax och familjen Cetoniidae. Inga underarter finns listade i Catalogue of Life.